# George Luyten
George Luyten (Stokkem, 28 september 1952 - Blanden, 14 december 2020) is een Belgisch componist, muziekpedagoog, dirigent en klarinettist. Hij was de oudste zoon van zeven kinderen. Zijn vader was een klaroenblazer en zijn moeder een accordeoniste.

## Levensloop
Luyten kreeg zijn eerste muziekles van zijn ouders en later lessen voor klarinet, cello, piano, harmonie en zang aan de stedelijke muziekacademie in Maasmechelen. Later studeerde hij aan het Koninklijk Conservatorium in Brussel bij Pierre Bulté (klarinet), Jan Brouwers (solfège), Arie van Lysebeth (kamermuziek), Peter Cabus (harmonie), Léonce Gras (transpositie) en A. Christiaensens (muziekgeschiedenis). Van 1977 tot 1980 zette hij zijn studies aan het Koninklijk Conservatorium Brussel voort en studeerde bij Silva Devos (blokfluit) en behaalde het hoger diploma klarinet in 1979. Vanaf 1981 richtte hij zich een bepaalde tijd op de psychologie en de filosofie. Aan het einde van de jaren 1980 studeerde hij opnieuw blokfluit bij Patrick Peire en Koen Dieltens aan het Lemmensinstituut in Leuven. Tegelijkertijd studeerde hij bij Jan Segers (HaFadirectie) en bij Daniël Capeletti (analyse) aan het Koninklijk Conservatorium Brussel.
Als leraar klarinet en kamermuziek was hij verbonden aan het stedelijke muziekconservatorium in Leuven. Zijn debuut als klarinettist beleefde hij bij het BRTN Filharmonisch Orkest, toen nog onder leiding van Léonce Gras. Luyten was ook lid in diverse kamermuziekensembles.
In 1989 richtte hij het Harmonieorkest van het Stedelijk Conservatorium van Leuven aan deze inrichting op. Dit orkest beleefde onder andere een voorlopig hoogtepunt met een optreden in de stadschouwburg Leuven, waar ook het toenmalige Belgische koningspaar Boudewijn I van België en Fabiola de Mora y Aragón als luisteraars aanwezig waren. Hij was verder dirigent van de Koninklijke Harmonie Sint-Cecilia Rotselaar (1989-1994). In 1994 richtte hij het gemengd jeugdkoor Musengko op.
Na een zwaar ongeval in 1994 richtte hij zich vooral op het componeren. In vele van zijn werken combineert hij zowel tonale, atonale en seriële momenten met minimalistische elementen. Zijn zoon Roeland Luyten (geboren 1977) is eveneens componist en dwarsfluitist.

## Composities

### Werken voor orkest
- 1999 Kwartsa, voor accordeon, kamerorkest en slagwerk
  1. Allegro
  2. Legende
- 2002 Solan, voor strijkers, houtblazers, hoorn, piano, accordeon en slagwerk
  1. The Bird
  2. Berceuse
  3. The Sheep
- Intermezzo

### Werken voor harmonie- of fanfareorkest
- Hellegalm
- Quintum
- Rochelaria

### Vocale muziek

#### Werken voor koor
- Catharina, voor mezzosopraan en gemengd koor
- Repelsteeltje, voor gemengd jeugdkoor

#### Liederen
- 2001 Vier kinderliederen – tekst: M. Vandeput
  1. Doosjes vol pijn
  2. Dokter Deter
  3. Juffrouw Kachel
  4. Somber gevoel

### Kamermuziek
- 1995 Emdrie, voor klarinet (of saxofoon) en piano
- 1996 Pastorale, voor klarinet (of saxofoon) en piano
- 1999 Le Vol, voor accordeon en strijkkwartet
- 2000 De Centaur, voor hoorn, strijktrio (of klarinet, saxofoon) en piano
- 2000 Gensters, voor dwarsfluit en piano

### Werken voor piano
- 1995 Hik en stap
- 1995 Watjes

### Filmmuziek
- Sarek-Trekking
- Le Désert du Cygne